# Amphipholis microdiscus
Amphipholis microdiscus is een slangster uit de familie Amphiuridae.
De wetenschappelijke naam van de soort werd als Amphiura microdiscus in 1856 gepubliceerd door Christian Frederik Lütken.